# النا پیسکون
النا پیسکون (به انگلیسی: Elena Piskun) ژیمناست زادهٔ ۲ فوریهٔ ۱۹۷۸ میلادی اهل کشور بلاروس است.